# Idrettsforeningen Ready
L'Idrettsforeningen Ready, solitamente abbreviato in IF Ready, è una società polisportiva norvegese con sede a Vestre Aker, uno dei 15 bydeler (agglomerati suburbani) di Oslo.

## Storia
La società è stata fondata il 14 giugno 1907. Originariamente, il calcio era l'unico sport praticato. Nel 1910 è stato aggiunto il bandy a 7 uomini (all'epoca noto come hockey), nel 1925 il tennis e l'atletica, nel 1929 il bandy a 11 uomini, nel 1930 circa l'orientamento, nel 1935 lo sci alpino, nel 1936 l'hockey su ghiaccio e nel 1939 la pallamano.